# Les Essards (Charente-Maritime)
Les Essards település Franciaországban, Charente-Maritime megyében. Lakosainak száma 733 fő (2022. január 1.). Les Essards Nieul-lès-Saintes, Plassay, Saint-Georges-des-Coteaux, Saint-Porchaire, Saint-Sulpice-d’Arnoult és Soulignonne községekkel határos.

## Népesség
A település népességének változása:
| Lakosok száma | 430  | 412  | 445  | 555  | 699  | 710  | 698  | 712  | 718  | 733  |
|               | 1968 | 1982 | 1990 | 2006 | 2013 | 2015 | 2017 | 2019 | 2020 | 2022 |